# Музыка тишины (фильм)
«Музыка тишины» (англ. The Music of Silence, итал. La musica del silenzio) — фильм 2017 года, поставленный режиссёром Майклом Рэдфордом по одноименной книге итальянского тенора Андреа Бочелли (издана в 1999 году).

## Сюжет
Повествование ведётся от лица Андреа Бочелли, который рассказывает о истории своего детства, борьбе с прогрессирующей слепотой и начале музыкальной карьеры. Фильм во многом авто-биографичен, но имена персонажей изменены, сам Бочелли выступает под именем Амоса Барди.

## В ролях
- Амос Барди — Тоби Себастьян
- Маэстро — Антонио Бандерас
- Эди — Луиза Раньери
- Сандро — Жорди Молья
- Джованни — Эннио Фантастикини